# Précigné
Précigné és un municipi francès situat al departament del Sarthe i a la regió de País del Loira. L'any 2007 tenia 2.868 habitants.

## Demografia

### Població
El 2007 la població de fet de Précigné era de 2.868 persones. Hi havia 1.053 famílies de les quals 273 eren unipersonals (99 homes vivint sols i 174 dones vivint soles), 309 parelles sense fills, 404 parelles amb fills i 67 famílies monoparentals amb fills.
La població ha evolucionat segons el següent gràfic:
Habitants censats

### Habitatges
El 2007 hi havia 1.177 habitatges, 1.058 eren l'habitatge principal de la família, 56 eren segones residències i 63 estaven desocupats. 1.079 eren cases i 95 eren apartaments. Dels 1.058 habitatges principals, 710 estaven ocupats pels seus propietaris, 332 estaven llogats i ocupats pels llogaters i 15 estaven cedits a títol gratuït; 5 tenien una cambra, 55 en tenien dues, 154 en tenien tres, 269 en tenien quatre i 574 en tenien cinc o més. 753 habitatges disposaven pel capbaix d'una plaça de pàrquing. A 429 habitatges hi havia un automòbil i a 537 n'hi havia dos o més.

### Piràmide de població
La piràmide de població per edats i sexe el 2009 era:
| Homes | Edats   | Dones |
| ----- | ------- | ----- |
| 0     | 95 o +  | 12    |
| 16    | 90 a 94 | 20    |
| 28    | 85 a 89 | 40    |
| 28    | 80 a 84 | 12    |
| 28    | 75 a 79 | 40    |
| 44    | 70 a 74 | 60    |
| 56    | 65 a 69 | 68    |
| 44    | 60 a 64 | 56    |
| 48    | 55 a 59 | 44    |
| 60    | 50 a 54 | 52    |
| 104   | 45 a 49 | 80    |
| 80    | 40 a 44 | 100   |
| 140   | 35 a 39 | 112   |
| 104   | 30 a 34 | 116   |
| 120   | 25 a 29 | 100   |
| 48    | 20 a 24 | 32    |
| 76    | 15 a 19 | 104   |
| 68    | 10 a 14 | 96    |
| 92    | 5 a 9   | 136   |
| 76    | 0 a 4   | 68    |

## Economia
El 2007 la població en edat de treballar era de 1.791 persones, 1.365 eren actives i 426 eren inactives. De les 1.365 persones actives 1.277 estaven ocupades (685 homes i 592 dones) i 89 estaven aturades (32 homes i 57 dones). De les 426 persones inactives 140 estaven jubilades, 153 estaven estudiant i 133 estaven classificades com a «altres inactius».

### Ingressos
El 2009 a Précigné hi havia 1.094 unitats fiscals que integraven 2.842 persones, la mediana anual d'ingressos fiscals per persona era de 17.174 €.

### Activitats econòmiques
Dels 84 establiments que hi havia el 2007, 3 eren d'empreses alimentàries, 10 d'empreses de fabricació d'altres productes industrials, 13 d'empreses de construcció, 12 d'empreses de comerç i reparació d'automòbils, 4 d'empreses de transport, 5 d'empreses d'hostatgeria i restauració, 2 d'empreses d'informació i comunicació, 6 d'empreses financeres, 5 d'empreses immobiliàries, 6 d'empreses de serveis, 9 d'entitats de l'administració pública i 9 d'empreses classificades com a «altres activitats de serveis».
Dels 25 establiments de servei als particulars que hi havia el 2009, 1 era una gendarmeria, 1 oficina de correu, 2 oficines bancàries, 1 funerària, 3 tallers de reparació d'automòbils i de material agrícola, 1 paleta, 6 guixaires pintors, 1 fusteria, 4 lampisteries, 2 perruqueries, 1 restaurant i 2 salons de bellesa.
Dels 7 establiments comercials que hi havia el 2009, 1 era un supermercat, 2 fleques, 2 carnisseries, 1 una llibreria i 1 una floristeria.
L'any 2000 a Précigné hi havia 61 explotacions agrícoles que ocupaven un total de 3.034 hectàrees.

## Equipaments sanitaris i escolars
L'únic equipament sanitari que hi havia el 2009 era una farmàcia.
El 2009 hi havia 1 escola maternal i 2 escoles elementals.

## Poblacions més properes
El següent diagrama mostra les poblacions més properes.